# Sapindus
Sapindus és un gènere d'unes de 5-12 espècies d'arbusts i petits arbres pertanyent a la família Sapindaceae, nadiu de les regions temperades a tropicals de tots dos hemisferis. El gènere inclou espècies caduques i perennes.
Les fulles són alternes de 15-40 cm de longitud, pinnades, amb 14-30 prospectes, amb l'últim absent molt sovint. Les flors són de color blanc crema.
Els fruits, cridats "nous de sabó", són petites drupes d'1-2 cm de diàmetre contenint tres llavors. Contenen saponina, un detergent natural que s'usa per rentar les robes. Les nous de l'espècie Sapindus mukorossi, han arribat a ser una alternativa popular als detergents químics manufacturats. Aquests sabons són més segurs per rentar peces delicades com, sedes i cotons.
La Sapindus mukorossi, s'usa mèdicament com expectorant, emètic, contraceptiu, epilèpsia, i migranyes. També es troba en la llista d'herbes i minerals Ayurveda, on s'usa com a tractament d'èczemes i psoriasis.

## Taxonomia
- Sapindus delavayi Xina, Índia
- Sapindus detergens (syn. S. saponaria var. drummondi) EUA, Mèxic
- Sapindus emarginatus Sud d'Àsia
- Sapindus laurifolius Ritha (Ìndia)
- Sapindus marginatus Florida a Carolina
- Sapindus mukorossi Índia, Xina i Himalaia
- Sapindus oahuensis Hawaii
- Sapindus rarak Sud d'Àsia
- Sapindus saponaria Florida, Carib, Centreamèrica
- Sapindus tomentosus Xina
- Sapindus trifoliatus Índia, Pakistan
- Sapindus vitiensis Samoa, Fiji